# ゲラニル二リン酸
ゲラニル二リン酸（geranyl diphosphate, GPP）は、炭素数10の直鎖イソプレノイド。２つのイソプレン単位からなる。同じく直鎖状のイソプレノイドであるファルネシル二リン酸やゲラニルゲラニル二リン酸、またそこから誘導されるすべてのテルペノイド（コレステロールなど）の生合成経路における中間体である。また、モノテルペノイドの前駆物質でもある。

ステロイド合成経路の概略図。中間体のイソペンテニル二リン酸 (IPP)、ジメチルアリル二リン酸 (DMAPP)、ゲラニル二リン酸 (GPP)、スクアレンが示されている。いくつかの中間体は省略されている。